# Frederik Rostgaard
Frederik Rostgaard (ur. 8 listopada 1671, zm. 25 kwietnia 1745) – duński polityk. Pełnił funkcję królewskiego archiwisty (gehejmearkivar).
W roku 1693 wydał: Deliciæ qvorundam poëtarum Danorum – kompilacje o poezji duńskiej. Później wydawał Dänische Bibliothek – periodyk, w którym zamieszczał historyczne dokumenty ważne dla dziejów Danii i wybitniejsze utwory literatury duńskiej.